# 스티브 데이비스

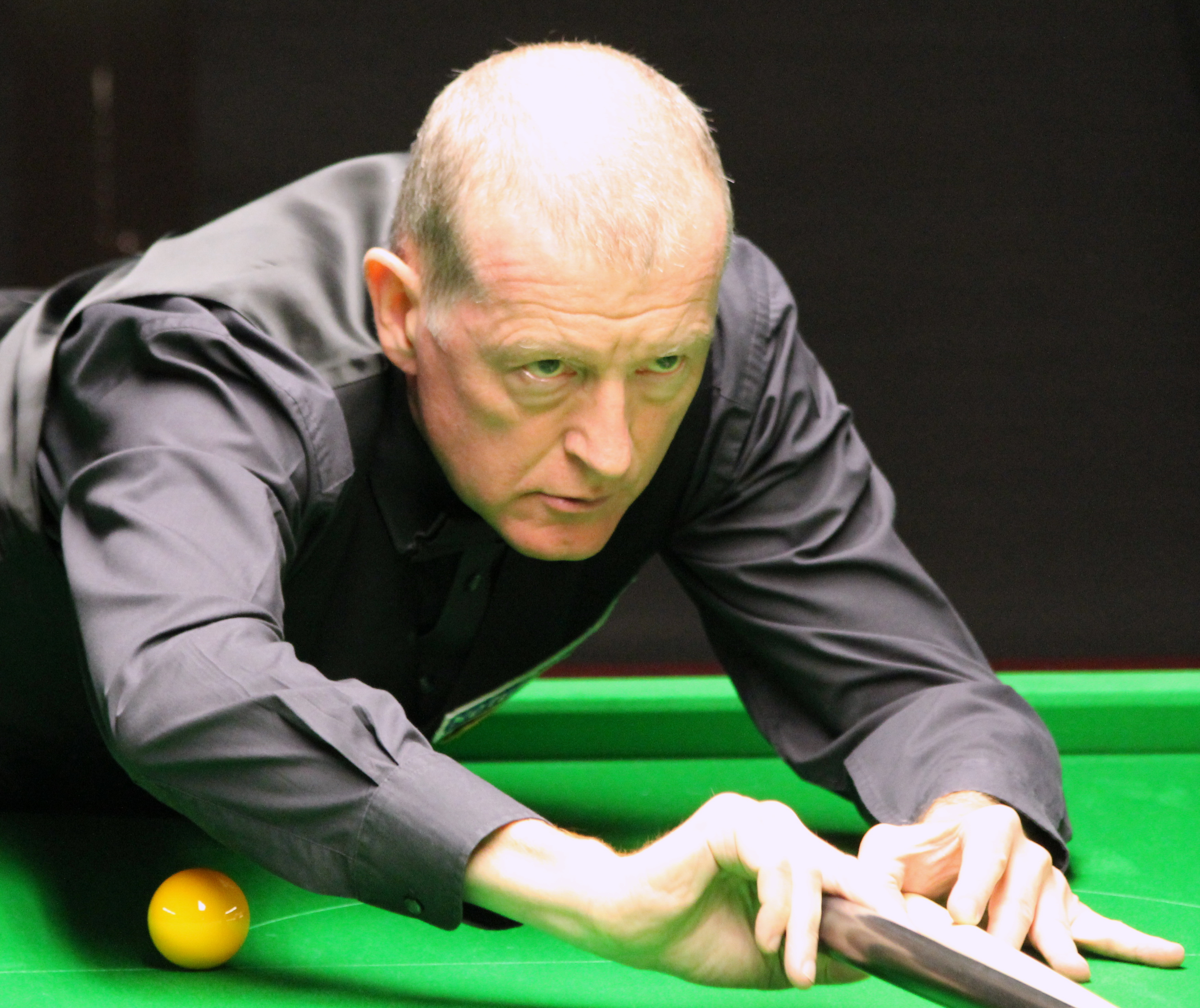
스티브 데이비스 (2012년)

스티브 데이비스(영어: Steve Davis, OBE, 1957년 8월 22일 ~ )는 잉글랜드의 스누커 선수이다. 1981, 1983, 1984, 1987, 1988, 1989년 세계 선수권 우승자이다.
1988년 BBC 올해의 스포츠인상(BBC Sports Personality of the Year Award)을 받았다.
또한 2003년부터 포커 선수로 활동하며 2007년, 2008년, 2010년 월드 시리즈 오브 포커 등에 출전하였다.

## 서훈
- 1988년 대영 제국 훈장 5등급(MBE)[1]
- 2000년 대영 제국 훈장 4등급(OBE)[2]